# GO! Eine unvergessliche Party
GO! Eine unvergessliche Party (Originaltitel: GO! La fiesta inolvidable) ist ein argentinisches Spezial zur Serie GO! Sei du selbst aus dem Jahr 2019, welches an die Handlung der zweiten Staffel anknüpft, und von Kuarzo Entertainment Argentina sowie OnceLoops Media umgesetzt wurde. Das Spezial wurde am 15. November 2019 weltweit auf Netflix veröffentlicht.

## Handlung
Mía und Ramiro stehen kurz vor ihrem ersten Vater-Tochter-Urlaub: Gemeinsam mit Mías bester Freundin Zoe checken sie im Hotel ein. Doch wie es der Zufall will, sind auch Lupe, Mercedes, Juanma und Álvaro im selben Hotel untergebracht. Während Mercedes mit allen Mitteln versucht, Álvaro von Mía fernzuhalten, versucht Juanma immer noch, bei Mía zu landen. Lupe hingegen fühlt sich von ihrem Vater im Stich gelassen. All das und noch viel mehr prallt auf jede einzelne Person ein, die eigentlich alle nur einen ruhigen und erholsamen Urlaub verbringen wollten. Und dann ist da noch die Strandparty einer bekannten Band, bei der die Emotionen aller Beteiligten hochkochen.

## Besetzung und Synchronisation
Die deutschsprachige Synchronisation entstand nach dem Dialogbuch von Andrea Mayer sowie unter der Dialogregie von Gordon Rijnders durch die Synchronfirma TV+Synchron in Berlin.
| Rolle                  | Schauspieler              | Synchronsprecher |
| ---------------------- | ------------------------- | ---------------- |
| Mía Cáceres            | Pilar Pascual             | Jennifer Weiß    |
| Lupe Achával           | Renata Toscano            | Sarah Tkotsch    |
| Álvaro Paz             | José Giménez Zapiola      | Björn Bonn       |
| Juanma Portolesi       | Santiago Sáez             | Nicolás Artajo   |
| Simón                  | Paulo Sánchez Lima        | Vincent Borko    |
| Zoe Caletián           | Carmela Barsamián         | Anna Gamburg     |
| Agustina „Agus“ Goméz  | María José Cardozo        | Victoria Frenz   |
| Ramiro Achával         | Gastón Ricaud             | Sven Gerhardt    |
| Mercedes Taylor        | Laura Azcurra             | Alexandra Wilcke |
| Florencia              | Florencia Benítez         | Diana Borgwardt  |
| Nicolás „Nico“ Ferrari | Daniel Rosado             | Paul-Lino Krenz  |
| Kayky Ventura          | Kayky Ventura             | Robin Marienfeld |
| Crash                  | Crash                     | Ronja Peters     |
| Jairo                  | Jairo Calixto Santisteban | Dennis Sandmann  |
| Meri Deal              | Meri Deal                 | Leonie Dubuc     |
| Manager                | Felipe Barrientos         | Gordon Rijnders  |

## Musik
Am 15. November 2019, dem Veröffentlichungsdatum des Spezials, erschien durch das Label BMG Rights Management und Netflix ebenfalls eine dazugehörige EP, welche die Songs beinhaltet, die im Spezial aufgeführt wurden. Die dort enthaltenen Lieder werden vom Cast des Spezials gesungen. Am selben Tag wurde die portugiesischsprachige Version der Songs veröffentlicht, die von den Synchronsprecher der brasilianischen Synchronfassung gesungen werden.
| Nr. | Titel                   | Interpret/en | Länge |
| --- | ----------------------- | --- | ----- |
| 1   | Hola Que Tal            | Renata Toscano | 3:12  |
| 2   | Lo Supe Desde Que Te Vi | Pilar Pascual & José Giménez Zapiola                                                                                                  | 2:33  |
| 3   | Tu y Yo Lo Sabemos      | José Giménez Zapiola & Santiago Saez                                                                                                  | 3:13  |
| 4   | Eres Como Yo            | Pilar Pascual & Renata Toscano | 3:08  |
| 5   | 3,2,1, Go!              | Pilar Pascual, José Giménez Zapiola, Renata Toscano, Santiago Saez, Carmela Barsamián, Paulo Sanchez Lima, Majo Cardozo & Nico Rosado | 2:34  |